# Johann Schmölz (Politiker)
Johann Schmölz (* 13. Juni 1931 in Wien; † 21. Februar 2013 ebenda) war ein österreichischer Politiker (SPÖ) und ÖBB-Beamter. Schmölz war von 1976 bis 1986 Mitglied des Bundesrates und von 1986 bis 1989 Abgeordneter zum Nationalrat.
Schmölz erlernte nach dem Besuch der Pflichtschule den Beruf des Maschinenschlossers und war Bediensteter der ÖBB, wobei er als Oberbauarbeiter, Magazinarbeiter, Maschinenschlosser, sowie in der EDV und als Verwaltungsbeamter arbeitete. Ab 1970 war Schmölz Zentralsekretär der Gewerkschaft der Eisenbahner, ab 1975 Vizepräsident der Kammer für Arbeiter und Angestellte für Wien und ab 1999 Vizepräsident des Bundesseniorenbeirates beim Bundesministerium für soziale Sicherheit und Generationen. Er vertrat die SPÖ vom 27. September 1976 bis zum 30. März 1986 im Bundesrat und vom 31. März 1986 bis zum 26. September 1989 im Nationalrat.